# Kiko FC Bobo-Dioulasso
Kiko FC Bobo-Dioulasso ist ein Fußballverein aus Bobo-Dioulasso, der zweitgrößten Stadt des westafrikanischen Staates Burkina Faso. Vereinsfarben sind Grün und Rot, das Vereinsmotto « Honneur–Fraternité–Discipline » (franz. „Ehre, Brüderlichkeit, Disziplin“).
Der im Juni 1987 von einer Gruppe Jugendlicher gegründete Verein spielte in der Saison 2003/04 zuletzt in der höchsten Spielklasse des Landes, der Première Division. Zur Saison 2007/08 ist Kiko FC Zweitligist.